# Zorocrates chiapa
Zorocrates chiapa is een spinnensoort uit de familie Zoropsidae. De soort komt voor in Mexico.